# 대화중학교 (경기)
대화중학교(大化中學校)는 대한민국 경기도 고양시 일산서구 대화동에 위치한 공립 중학교이다.

## 학교 연혁
- 1994년 11월 1일 : 대화중학교 설립인가(3학급)
- 1995년 3월 1일 : 대화중학교 개교, 초대 정황섭 교장 취임
- 2018년 9월 1일 : 제11대 유경희 교장 취임
- 2021년 1월 8일 : 제26회 졸업(185명, 총 7,574명)
- 2021년 3월 1일 : 18학급 편성
- 2021년 3월 2일 : 신입생 186명 입학]
- 2024년 3월 4일 : 신입생 176명 입학

## 참고 자료
- 대화중학교 - 한국교육학술정보원 학교알리미